# Верхній Люк
Верхній Люк (рос. Верхний Люк) — присілок в Зав'яловському районі Удмуртії, Росія.
Знаходиться на правому березі річки Люк, правої притоки Іжа, посеред лісу, на захід від присілка Люк.

## Населення
Населення — 5 осіб (2010; 10 в 2002).
Національний склад станом на 2002 рік:
- росіяни — 50 %
- удмурти — 40 %

## Історія
До революції присілок входило до складу Сарапульського повіту В'ятської губернії. За даними 10-ї ревізії 1859 року присілок мало 37 дворів, де проживало 297 осіб, працювало 2 млини та 3 кузні. В 1920 році присілок увійшло до складу новоствореної Вотської АО в складі Люцької волості Іжевського повіту. Була утворена також і Люцька сільська рада. В 1925 році утворюється Верхньолюцька сільська рада, яка проіснувала до 1954 року, коли була приєднана назад до Люцької сільради.

## Урбаноніми[4]
- вулиці — Зарічна, імені Азіна